# Derivata

Vid varje punkt är derivatan av lutningen på en linje som är tangenten till kurvan. Linjen är alltid tangenten till den blåa kurvan. Derivatan är positiv när linjen är grön, negativ när den är röd och noll när den är svart.

En derivata är en funktion som anger förändringshastigheten hos en annan känd funktion. Intuitivt kan en funktions derivata sägas beskriva hur mycket och i vilken riktning funktionens värde förändras då man rör sig från en given punkt. Exempelvis kan positionen för en bil i rörelse beskrivas som en funktion av tiden sedan bilen sattes i rörelse. Derivatan av denna funktion beskriver bilens hastighet (hur mycket läget för bilen förändras inom den närmaste framtiden) och derivatan av hastigheten är bilens acceleration (hur mycket hastigheten förändras).
Derivata är ett grundläggande begrepp inom matematisk analys. Den enklaste formen av derivata är derivatan av en reellvärd funktion av en reell oberoende variabel, där derivatan är den hastighet med vilken funktionsvärdet ändras i den punkt som svarar mot den oberoende variabelns värde. Då förändringshastigheten hos en funktion inte måste vara konstant med avseende på den oberoende variabeln, är även derivatan en funktion av denna.
För en reellvärd funktion f av en variabel betecknas derivatan vanligen f ′, varför derivatan i punkten x följaktligen betecknas f ′(x) (uttalas "f prim av x"). Derivatan kan också betecknas df/dx (uttalas "df, dx").

## Exempel
Exempel 1
Antag att p(h) betyder lufttrycket (i pascal) vid höjden h (i meter) över havsnivån. Då kommer derivatan p′(h) att ange hur mycket trycket ändras per meter i höjdled (trycket avtar med höjden, vilket resulterar i en negativ ändring, det vill säga minskning). Derivatan får alltså enheten pascal per meter. Eftersom trycket avtar med höjden, blir derivatan negativ.
Exempel 2
Låt f vara en konstant funktion definierad av f(x) = c. Då blir derivatan f ′(x) = 0 för alla x, eftersom funktionens värde inte ändras alls när x ändras.

## Definition
Derivatan av funktionen f i punkten x0 definieras som gränsvärdet
{\displaystyle f'(x_{0})=\lim _{h\to 0}{\frac {f(x_{0}+h)-f(x_{0})}{h}}},
Om gränsvärdet existerar i en punkt x0 sägs funktionen vara deriverbar i punkten x0. Om funktionen är deriverbar i varje punkt i definitionsmängden sägs funktionen vara deriverbar. Om funktionen endast är deriverbar i vissa intervall, måste intervallen anges som villkor för deriverbarheten. Om derivatan av f är kontinuerlig sägs funktionen f vara kontinuerligt deriverbar.
Det finns även en omskrivning av gränsvärdet, vilken kan vara användbar vid bevisföring:
{\displaystyle f'(x_{0})=\lim _{x\to x_{0}}{\frac {f(x)-f(x_{0})}{x-x_{0}}}}

### Exempel
Derivatan av den konstanta funktionen {\displaystyle \scriptstyle {f(x)\,=\,c}} är lika med noll eftersom den inte förändras då variabeln ändras. Detta kan visas med derivatans definition:
{\displaystyle f^{\prime }(x)=\lim _{h\to 0}{\frac {f(x+h)-f(x)}{h}}=\lim _{h\to 0}{\frac {c-c}{h}}=\lim _{h\to 0}{\frac {0}{h}}=0}

## Geometrisk tolkning

Derivatan är tangentens lutning i (x, f(x)).

Om en funktion f åskådliggörs av en graf {\displaystyle \scriptstyle {y\,=\,f(x)}} så anger derivatan av f grafens lutning (förändring av y per förändring av x) för varje värde x. Derivatan i en punkt är således lika med riktningskoefficienten för kurvans tangent i den valda punkten (x, f(x)). Tangentens lutning kan approximeras med sekantens lutning i ett litet område kring punkten x. Om sekanten går genom punkterna (x, f(x)) och (x+h, f(x+h)), där h är ett litet tal, blir dess lutning i detta intervall
{\displaystyle k={\frac {f(x+h)-f(x)}{h}}.}
Approximationen blir bättre ju mindre h väljs; om avståndet h mellan punkternas x-värden går mot noll, så kommer sekanten att övergå till tangenten vid x och lutningen kommer att gå mot derivatan f ′(x); härav derivatans definition.
Om en funktion är deriverbar i en punkt, så är den även kontinuerlig i denna punkt. Det motsatta förhållandet behöver inte gälla, vilket visas av bland annat Weierstrass exempel. Ett enklare exempel än Weierstrass ges av absolutbelopps-funktionen:
{\displaystyle f(x)=\vert x\vert ={\begin{cases}x,\quad x\geq 0\\-x,\quad x<0\end{cases}}}
Denna är en kontinuerlig funktion som är deriverbar för varje tal x, med undantag av talet noll:
{\displaystyle f^{\prime }(x)={\begin{cases}1,\quad x>0\\-1,\quad x<0\end{cases}}}
Funktionens derivata är odefinierad för talet noll. Däremot har funktionen en höger- och en vänsterderivata för talet noll: Högerderivatan i noll är 1 och vänsterderivatan i noll är -1. Om höger- och vänsterderivatan i en punkt existerar och har samma värde så existerar även derivatan i denna punkt.

## Högre ordningars derivator
Om man beräknar derivatan av en funktions derivata erhåller man en andra ordningens derivata, även kallad andraderivata. Beräknar man derivatan av denna får man tredjederivatan och så vidare. Om risk för förväxling föreligger kallas derivatan av ursprungsfunktionen förstaderivata.

## Notation
Som tidigare nämnts finns ett flertal olika notationer för derivata. Med undantag av Newtons notation innebär dessa vanligen ingen skillnad i natur. Olika områden inom matematiken har dock vanligen en notation som vanligen används.

### Lagranges notation
Den enklaste varianten som används är Joseph Louis Lagranges, nämligen primtecknet:
{\displaystyle f'(x)}  för förstaderivata (uttalas "f prim av x")
{\displaystyle f''(x)}  för andraderivata (uttalas "f bis av x")
{\displaystyle f'''(x)}  för tredjederivata (uttalas "tredje derivatan av x")
{\displaystyle f^{(n)}(x)}  för högre ordningens derivata, eller derivator av okänd ordning (som i exempelvis Taylorutvecklingar).

### Leibniz notation
Den andra typen av notation har fått sitt namn efter Gottfried Leibniz. Även om Leibniz notation kan tyckas något otymplig är den lämplig att använda bland annat vid tillämpning av kedjeregeln och vid lösning av differentialekvationer, på grund av dess tydliggörande av differentialerna.
För derivatan av en funktion {\displaystyle y\,=\,f(x)} skriver man
{\displaystyle {\frac {\mathrm {d} y}{\mathrm {d} x}}} för förstaderivatan och {\displaystyle {\frac {\mathrm {d} ^{2}y}{\mathrm {d} x^{2}}}} för andraderivatan. Om sammanhanget gör det lämpligare att använda f(x) i stället för y skriver man
{\displaystyle {\frac {\mathrm {d} (f(x))}{\mathrm {d} x}}} i stället för {\displaystyle f'(x)}, f:s derivata.
För f:s derivata i en punkt a finns två notationer:
{\displaystyle {\frac {\mathrm {d} \left(f(x)\right)}{\mathrm {d} x}}\left.{\!\!{\frac {}{}}}\right|_{x=a}=\left({\frac {\mathrm {d} \left(f(x)\right)}{\mathrm {d} x}}\right)(a).}
Ibland skrivs detta dock något slarvigt som
{\displaystyle {\frac {\mathrm {d} f(a)}{\mathrm {d} x}}}
Högre ordningens derivator skrivs som
{\displaystyle {\frac {\mathrm {d} ^{n}f(x)}{\mathrm {d} x^{n}}}} i stället för {\displaystyle f^{(n)}(x).}

### Newtons notation
Isaac Newtons notation använder en punkt över funktionen för att beteckna derivata. Den används idag främst inom mekanik för att beteckna derivator med avseende på tiden, för att särskilja dessa från derivator med avseende på rummet. Den används vanligen endast för första och andra ordningens derivator:
{\displaystyle {\dot {x}}} för förstaderivatan (uttalas "x prick")
{\displaystyle {\ddot {x}}} för andraderivatan (uttalas "x prick prick")
Då Leibniz notation är mer användarvänlig föredras vanligtvis denna framför Newtons notation

### Eulers notation
Leonhard Euler introducerade en notation baserad på en differentieringsoperator:
{\displaystyle Df(x)=f'(x)}
{\displaystyle D^{2}f(x)=f''(x)}
{\displaystyle D^{n}f(x)=f^{(n)}(x)}
Med denna notation kan uttryck som {\displaystyle \scriptstyle {D^{1/2}f(x)}} anges, vilket kallas för halva derivatan av funktionen f och är ett exempel på bruten derivata.

## Deriveringsregler
Vid derivering är det oftast onödigt komplicerat att utgå från derivatans definition; istället har man utifrån definitionen härlett derivatorna till de elementära funktionerna och uttryck sammansatta av sådana. Dessa kan man utgå från vid problemlösning.
Många funktioner kan skrivas på endera av följande sätt:
- Som en summa av två funktioner, exempelvis {\displaystyle \scriptstyle {f(x)\,=\,1+x}}
- som en produkt av två funktioner, exempelvis {\displaystyle \scriptstyle {f(x)\,=\,x^{2}}}
- som en kvot av två funktioner, exempelvis {\displaystyle \scriptstyle {f(x)\,=\,{\frac {1}{x}}}}
- som en sammansättning av två funktioner; så är exempelvis funktionen {\displaystyle \scriptstyle {f(x)\,=\,{\frac {1}{1+x}}}} en sammansättning av funktionerna {\displaystyle \scriptstyle {g(y)\,=\,{\frac {1}{y}}}} och {\displaystyle \scriptstyle {h(z)\,=\,1+z}} (eftersom {\displaystyle \scriptstyle {f(x)\,=\,g(h(x))}}.

För att beräkna derivatorna av sådana funktioner använder man någon av följande regler.

### Additionsregeln
Derivatan av en summa av två funktioner som båda är deriverbara:
{\displaystyle (f+g)^{\prime }=f^{\prime }+g^{\prime }}

### Produktregeln (Leibniz formel)
Produkten av två deriverbara funktioner är deriverbar och derivatan ges av
{\displaystyle (f\cdot g)^{\prime }=f^{\prime }\cdot g+f\cdot g^{\prime }}
Produkten av två n gånger deriverbara funktioner är också n gånger deriverbar; den n:te derivatan ges av formeln (uppkallad efter den tyske matematikern Gottfried Wilhelm von Leibniz).
{\displaystyle (f\cdot g)^{(n)}=\sum _{k=0}^{n}{\binom {n}{k}}f^{(k)}\cdot g^{(n-k)}}

#### Anmärkning
Jämför med Binomialsatsens utveckling av ett binom (a+b)n.
{\displaystyle (a+b)^{n}=\sum _{k=0}^{n}{\binom {n}{k}}a^{k}\cdot b^{n-k}}
Om man formellt skriver {\displaystyle \scriptstyle {a^{k}\,=\,D_{f}^{k}f\,=\,f^{(k)}}} och {\displaystyle \scriptstyle {b^{n-k}\,=\,D_{g}^{n-k}g\,=\,g^{(n-k)}}} så kan Leibniz formel skrivas:
{\displaystyle (f\cdot g)^{(n)}\,=\,D^{n}(f\cdot g)\,=\,\left(\sum _{k=0}^{n}{\binom {n}{k}}D_{f}^{k}\cdot D_{g}^{n-k}\right)(f\cdot g)}
Deriveringsoperatorn D uppfyller tydligen sambandet
{\displaystyle D^{n}=\sum _{k=0}^{n}{\binom {n}{k}}D_{f}^{k}\cdot D_{g}^{n-k}={\binom {n}{0}}D_{g}^{(n)}+{\binom {n}{1}}D_{f}\cdot D_{g}^{(n-1)}+\cdots +{\binom {n}{n-1}}D_{f}^{(n-1)}D_{g}+{\binom {n}{n}}D_{f}^{(n)}}

### Linjäritet
En konstant (c) kan flyttas ut ur deriveringen:
{\displaystyle (\mathrm {c} \cdot f)^{\prime }=\mathrm {c} \cdot f^{\prime }}

#### Bevis
Tillämpa produktregeln på funktionen c ⋅ f, där c är ett fixt tal (det vill säga en konstant funktion), och då derivatan av en konstant funktion är noll:
{\displaystyle (\mathrm {c} \cdot f)^{\prime }=\mathrm {c} ^{\prime }\cdot f+f^{\prime }\cdot \mathrm {c} =0\cdot f+\mathrm {c} \cdot f^{\prime }=\mathrm {c} \cdot f^{\prime }}

### Derivata av sammansatt funktion (kedjeregeln)
En sammansatt funktion f(g(x)) är en funktion f(x) som har en annan funktion g(x) som sitt argument, istället för en variabel som x. Detta kan även skrivas (f ∘ g)(x) för att förtydliga att g inte är en variabel utan själv är en funktion av variabeln x. Derivatan av en sammansatt funktion går under namnet kedjeregeln:
{\displaystyle (f(g))^{\prime }=f^{\prime }(g)\cdot g^{\prime }.}
Ett tydligare sätt att framställa kedjeregeln är att använda Leibniz notation:
{\displaystyle {\frac {\mathrm {d} (f\circ g)}{\mathrm {d} x}}=\left({\frac {\mathrm {d} }{\mathrm {d} g}}\cdot {\frac {\mathrm {d} g}{\mathrm {d} x}}\right)(f\circ g)={\frac {\mathrm {d} (f\circ g)}{\mathrm {d} g}}\cdot {\frac {\mathrm {d} g}{\mathrm {d} x}}}

#### Exempel
Funktionen {\displaystyle \scriptstyle {h(x)\,=\,e^{-x^{2}}}} är sammansatt av funktionerna {\displaystyle \scriptstyle {f(x)\,=\,e^{x}}} och {\displaystyle \scriptstyle {g(x)\,=\,-x^{2}}}
{\displaystyle h(x)=(f\circ g)(x)=f(g(x))=f(-x^{2})=e^{-x^{2}}}
Dess derivata kan beräknas med hjälp av kedjeregeln:
{\displaystyle h^{\prime }(x)=\left({\frac {\mathrm {d} }{\mathrm {d} g}}\cdot {\frac {\mathrm {d} g}{\mathrm {d} x}}\right)(f\circ g)(x)={\frac {\mathrm {d} e^{g}}{\mathrm {d} g}}\cdot {\frac {\mathrm {d} (-x^{2})}{\mathrm {d} x}}=e^{g}\cdot (-2x)=-2x\cdot e^{-x^{2}}}
Av detta kan vi dra slutsatserna: Om talet x är negativt så är funktionen h växande (h′ > 0); om talet x är positivt är funktionen h avtagande (h′ < 0).
Inom sannolikhetsteori och statistik är denna funktion av stor betydelse då den utgör fördelningsfunktionen för normalfördelningen:
{\displaystyle \Phi (x)=\int _{-\infty }^{x}{\frac {1}{\sqrt {2\pi }}}\,e^{-{\frac {y^{2}}{2}}}\,\mathrm {d} y}
Dess betydelse härrör från den berömda Centrala gränsvärdessatsen.

### Kvotregeln
I de punkter där funktionen g är nollskild och där den har en derivata, är derivatan av kvoten f/g funktionen
{\displaystyle \left({\frac {f}{g}}\right)^{\prime }={\frac {f^{\prime }\cdot g-f^{\ }\cdot g^{\prime }}{g^{2}}}}

#### Bevis
Börja med att beräkna derivatan av funktionen 1/g. Derivatan av en sammansatt funktion och vetskapen att derivatan av 1/x är -1/x2, ger att
{\displaystyle \left({\frac {1}{g}}\right)^{\prime }=-{\frac {g^{\prime }}{g^{2}}}}
Därmed kan produktregeln användas för att räkna ut derivatan av f(x)/g(x):
{\displaystyle \left({\frac {f}{g}}\right)^{\prime }=\left(f\cdot {\frac {1}{g}}\right)^{\prime }=f^{\prime }\cdot {\frac {1}{g}}+\left({\frac {1}{g}}\right)^{\prime }\cdot f={\frac {f^{\prime }g}{g^{2}}}-{\frac {f\cdot g^{\prime }}{g^{2}}}={\frac {f^{\prime }\cdot g-f^{\cdot }g\prime }{g^{2}}}}

### Derivata av invers
Anta att f : M → V är en funktion som är inverterbar och som har en derivata som är nollskild. Då är funktionens invers f-1 : V → M också deriverbar och dess derivata ges av
{\displaystyle \left(f^{-1}\right)^{\prime }(y)={\frac {1}{f^{\prime }\left(f^{-1}(y)\right)}}\qquad y\in V}

#### Exempel
Funktionen f : [0,∞] → [0,∞] med f(x) = x2, är inverterbar och dess invers är funktionen f-1 : (0,∞) → (0,∞) med f-1(y) = {\displaystyle \scriptstyle {\sqrt {y}}}. Inversens derivata kan beräknas med formeln ovan.
{\displaystyle \left({\frac {\mathrm {d} }{\mathrm {d} y}}\right){\sqrt {y}}=\left(f^{-1}\right)^{\prime }(y)={\frac {1}{f^{\prime }\left(f^{-1}(y)\right)}}={\frac {1}{2\cdot f^{-1}(y)}}={\frac {1}{2{\sqrt {y}}}},\qquad y\in (0,\infty )}

## De elementära funktionernas derivator

### Derivata av polynomfunktioner

#### Polynomfunktion av grad ett
Derivatan av funktionen f(x) = x är funktionen f′ = 1.
{\displaystyle {\frac {\Delta f}{\Delta x}}(x,h)={\frac {f(x+h)-f(x)}{(x+h)-x}}={\frac {(x+h)-x}{h}}={\frac {h}{h}}=1}
Eftersom differenskvoten alltid är lika med talet ett, kommer dess gränsvärde också att vara lika med talet ett:
{\displaystyle f^{\prime }(x)=\lim _{h\to 0}{\frac {\Delta f}{\Delta x}}(x,h)=\lim _{h\to 0}1=1}

#### Polynomfunktion av grad två
Derivatan av polynomfunktionen f(x) = x2 kan beräknas genom att tillämpa konjugatregeln:
Först beräknas funktionens differenskvot för en godtycklig punkt x i funktionens definitionsmängd:
{\displaystyle {\frac {\Delta f}{\Delta x}}(x,h)={\frac {f(x+h)-f(x)}{(x+h)-x}}=}
{\displaystyle {\frac {(x+h)^{2}-x^{2}}{h}}={\frac {((x+h)+x)\cdot ((x+h)-x)}{h}}={\frac {(2x+h)\cdot h}{h}}=2x+h}
Då talet h närmar sig talet noll, närmar sig differenskvoten polynomfunktionens derivata f′(x) i punkten x:
{\displaystyle f^{\prime }(x)=\lim _{h\to 0}{\frac {\Delta f}{\Delta x}}(x,h)=\lim _{h\to 0}(2x+h)=2x+\lim _{h\to 0}h=2x+0=2x}

#### Polynomfunktion av godtycklig grad
Om talet ett skrivs som 1 = x0, syns ett mönster mellan funktionerna och deras derivator: Funktionen f(x) = x2 har derivatan (x2)′ = 2 ⋅ x2-1; funktionen f(x) = x1 har derivatan (x1)′ = 1 ⋅ x1-1; funktionen f(x) = x0 har derivatan (x0)′ = 0 ⋅ x0-1. Vi kan därför misstänka att om n är ett positivt heltal så har funktionen f(x) = xn derivatan (xn)′ = n ⋅ xn-1.
Vi vet att hypotesen stämmer för n = 0, 1 och 2. Med hjälp av produktregeln (se denna artikel) skall det visas att hypotesen är korrekt för samtliga heltal n.
Antag att vi vet att derivatan av funktionen f(x) = xn-1 är funktionen (xn-1)′ = (n-1) ⋅ xn-2, där n är ett visst positivt heltal (exempelvis talet 2). Om vi skriver funktionen f(x) = xn som en produkt av funktionerna x och xn-1 innebär produktregeln att derivatan av funktionen xn är funktionen
{\displaystyle (x^{n})^{\prime }=(x\cdot x^{n-1})^{\prime }=x^{\prime }\cdot x^{n-1}+x\cdot (x^{n-1})^{\prime }=1\cdot x^{n-1}+x\cdot (x^{n-1})^{\prime }=}
{\displaystyle x^{n-1}+x\cdot (n-1)\cdot x^{n-2}=x^{n-1}+(n-1)\cdot x^{n-1}=n\cdot x^{n-1}}
Beräkningen visar att om vi vet derivatan av funktionen x2, så vet vi också derivatan av funktionen x3 och om vi vet derivatan av funktionen x3 så vet vi också derivatan av funktionen x4 och så vidare.

### Elementära funktioner och deras derivator
Derivator av exponential- och potensfunktioner
- {\displaystyle f(x)=e^{kx}\quad f'(x)=ke^{kx}}
- {\displaystyle f(x)=a^{x}\quad f'(x)=a^{x}\ln(a)}
- {\displaystyle f(x)=\ln(x)\quad f'(x)={\frac {1}{x}}}
- {\displaystyle f(x)=x^{n}\quad f'(x)=nx^{n-1}}

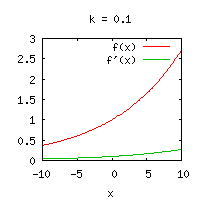
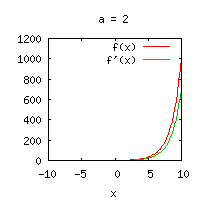
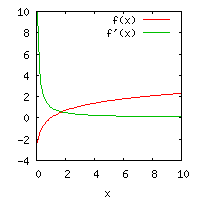
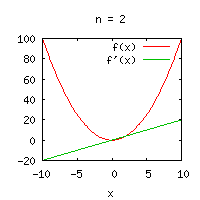

De trigonometriska och hyperboliska funktionerna påminner på flera sätt starkt om varandra, vilket även avspeglar sig i deras derivator:
| De trigonometriska funktionerna             | De trigonometriska funktionerna                                          | De hyperboliska funktionerna                 | De hyperboliska funktionerna                         |
| Funktion                                    | Derivata                                                                 | Funktion                                     | Derivata                                             |
| ------------------------------------------- | ------------------------------------------------------------------------ | -------------------------------------------- | ---------------------------------------------------- |
| {\displaystyle \sin(x)\,}                   | {\displaystyle \cos(x)\,}                                                | {\displaystyle \sinh(x)\,}                   | {\displaystyle \cosh(x)\,}                           |
| {\displaystyle \cos(x)\,}                   | {\displaystyle -\sin(x)\,}                                               | {\displaystyle \cosh(x)\,}                   | {\displaystyle \sinh(x)\,}                           |
| {\displaystyle \tan(x)\,}                   | {\displaystyle \sec ^{2}(x)={\frac {1}{\cos ^{2}(x)}}=\tan ^{2}(x)+1}    | {\displaystyle \tanh(x)\,}                   | {\displaystyle \operatorname {sech} ^{2}(x)\,}       |
| {\displaystyle \cot(x)\,}                   | {\displaystyle -\csc ^{2}(x)=-{\frac {1}{\sin ^{2}(x)}}=-\cot ^{2}(x)-1} | {\displaystyle \operatorname {coth} (x)\,}   | {\displaystyle -\operatorname {csch} ^{2}(x)\,}      |
| {\displaystyle \sec(x)\,}                   | {\displaystyle \sec(x)\tan(x)={\frac {\sin(x)}{\cos ^{2}(x)}}}           | {\displaystyle \operatorname {sech} (x)\,}   | {\displaystyle -\operatorname {sech} (x)\tanh(x)\,}  |
| {\displaystyle \csc(x)\,}                   | {\displaystyle -\csc(x)\cot(x)=-{\frac {\cos(x)}{\sin ^{2}(x)}}}         | {\displaystyle \operatorname {csch} (x)\,}   | {\displaystyle -\operatorname {csch} (x)\coth(x)\,}  |
| {\displaystyle \arcsin(x)\,}                | {\displaystyle {\frac {1}{\sqrt {1-x^{2}}}}}                             | {\displaystyle \operatorname {arsinh} (x)\,} | {\displaystyle {\frac {1}{\sqrt {x^{2}+1}}}}         |
| {\displaystyle \arccos(x)\,}                | {\displaystyle -{\frac {1}{\sqrt {1-x^{2}}}}}                            | {\displaystyle \operatorname {arcosh} (x)\,} | {\displaystyle {\frac {1}{\sqrt {x^{2}-1}}}}         |
| {\displaystyle \arctan(x)\,}                | {\displaystyle {\frac {1}{1+x^{2}}}}                                     | {\displaystyle \operatorname {artanh} (x)\,} | {\displaystyle {\frac {1}{1-x^{2}}}}                 |
| {\displaystyle \operatorname {arccot}(x)\,} | {\displaystyle -{\frac {1}{1+x^{2}}}}                                    | {\displaystyle \operatorname {arcoth} (x)\,} | {\displaystyle -{\frac {1}{1-x^{2}}}}                |
| {\displaystyle \operatorname {arcsec}(x)\,} | {\displaystyle {\frac {1}{x{\sqrt {x^{2}-1}}}}}                          | {\displaystyle \operatorname {arsech} (x)\,} | {\displaystyle {\frac {1}{x{\sqrt {1-x^{2}}}}}}      |
| {\displaystyle \operatorname {arccsc}(x)\,} | {\displaystyle -{\frac {1}{\|x\|{\sqrt {x^{2}-1}}}}}                     | {\displaystyle \operatorname {arcsch} (x)\,} | {\displaystyle -{\frac {1}{\|x\|{\sqrt {x^{2}+1}}}}} |

## Funktioner utan derivata

Absolutbeloppsfunktionen.

Heavisides stegfunktion, H(x), som har värdet 0 för negativa x och värdet 1 för positiva x är ett exempel på en funktion som inte har någon derivata i punkten x = 0. Heavisides stegfunktion är inte ens kontinuerlig i x = 0, då funktionen gör ett hopp i x = 0. Dock är funktionen kontinuerlig och deriverbar i alla andra punkter.
Absolutbeloppsfunktionen, f(x) = |x|, är ett exempel på en funktion som är kontinuerlig överallt, men inte deriverbar i x = 0, dock är den deriverbar i alla andra punkter. Man kan se att lutningen på funktionskurvan av f(x) är -1 för negativa x och +1 för positiva x, dvs. lutningen byter hastigt tecken i x = 0. Vänstergränsvärdet och högergränsvärdet i derivatans definition är olika:
{\displaystyle \lim _{h\to 0^{-}}{\frac {f(0+h)-f(0)}{h}}=\lim _{h\to 0^{-}}{\frac {|h|}{h}}=-1}
{\displaystyle \lim _{h\to 0^{+}}{\frac {f(0+h)-f(0)}{h}}=\lim _{h\to 0^{+}}{\frac {|h|}{h}}=1}
Att vänster- och högergränsvärdet är olika ger att gränsvärdet inte existerar i punkten, dvs. att funktionen inte har någon derivata i x = 0.
Ett exempel på en funktion som är kontinuerlig överallt, men inte har någon derivata någonstans är Weierstrassfunktionen.

## Tillämpningar
Derivator utnyttjas allmänt i flera områden inom matematik och fysik, men även andra vetenskaper utnyttjar dem mer eller mindre flitigt.

### Kritiska punkter
Det är klart från definitionen av derivata att en funktion växer (dess graf stiger) när derivatan är positiv, och avtar (grafen sjunker) när derivatan är negativ. Om en kontinuerlig funktion med en kontinuerlig derivata skall ha ett extremvärde (maximum eller minimum) i en inre punkt i sin definitionsmängd måste derivatan – om den existerar – följaktligen vara noll där. Punkter där derivatan är noll kallas stationära punkter, och mängden av de stationära punkterna och de punkter där derivatan inte existerar utgör mängden av de kritiska punkterna. De enda punkter i vilka en kontinuerlig funktion kan anta extremvärden är således de kritiska punkterna samt eventuella randpunkter. Därför används derivator flitigt vid systematiska optimeringsproblem – man finner genom ekvationslösning de punkter där derivatan är lika med noll.
En stationär punkt kan antingen vara en maximipunkt, en minimipunkt eller en terrasspunkt; derivatans teckenväxling i punkten avgör dess karaktär: om derivatan exempelvis går från plus till minus är punkten en maximipunkt och går den från plus till plus eller minus till minus är det en terrasspunkt. Som ett alternativ till ett dylikt teckenstudium kan andraderivatan betraktas. Om denna är negativ (vilket är troligt, men inte nödvändigt, om derivatan växlar tecken från plus till minus) är punkten en maximipunkt. Om andraderivatan istället är positiv måste derivatan utföra teckenväxlingen minus till plus, och punkten måste vara en minimipunkt. I de fall andraderivatan är noll kan det såväl röra sig om en terrasspunkt som ett extremvärde. Nedan ges exempel på två funktioner som har stationära punkter i origo, och där andraderivatorna också är noll, men där den ena funktionen har en terrasspunkt medan den andra har ett extremum i form av en minimipunkt i origo.
{\displaystyle f(x)=x^{3}\Rightarrow f'(x)=3x^{2}\Rightarrow f''(x)=6x}
{\displaystyle f(x)=x^{4}\Rightarrow f'(x)=4x^{3}\Rightarrow f''(x)=12x^{2}}
Märk att förstaderivatan i origo har ett extremvärde i det första fallet och en terrasspunkt i det andra fallet.

#### Exempel
För att finna det största värdet som antages av funktionen definierad av f(x) = x3 - 2x2 + x - 3 för 0 ≤ x ≤ 2 beräknar vi derivatan och bestämmer dess nollställen.
{\displaystyle f'(x)=3x^{2}-4x+1=0\Leftrightarrow x\in \{1/3,1\}}
Eftersom andraderivatan är f′′(x) = 6x - 4 så är f′′(1/3) = -2 < 0 och f′′(1) = 2 > 0.
Värdena i randpunkterna är f(0) = -3 respektive f(2) = -1.
Följaktligen har funktionen f en lokal maximipunkt för x = 1/3 och en lokal minimipunkt för x = 1. Respektive extremvärden är f(1/3) = -77/27 och f(1) = -3. Det minsta respektive största värde som antas i intervallet är alltså -3 (ändpunkt och lokal minimipunkt) och -1 (ändpunkt).

### Fysik
Inom fysiken är derivator vanliga. Speciellt vanligt är derivator med hänseende på tiden, men även derivator med avseende på rumsvariabler förekommer. Inom klassisk mekanik ingår derivator av ett föremåls position nästan alltid i de problem som behandlas, vilket lett till att de fått egna namn, hastighet (förstaderivatan med avseende på tiden av positionen) och acceleration (andraderivatan av densamma). (Farten är absolutbeloppet av hastigheten.)

## Reellvärda funktioner av flera variabler
En funktion av flera variabler kan deriveras med avseende på var och en av dessa variabler; dessa partiella derivator anger då förändringhastigheten i respektive koordinataxels riktning. Vektorn som består av samtliga dessa partiella derivator kallas gradienten till funktionen och spelar en liknande roll för funktioner av flera variabler som den vanliga derivatan gör för funktioner av en variabel; till exempel kan lokala extrempunkter i det inre av definitionsmängden endast återfinnas där gradienten är lika med nollvektorn (eller inte existerar).

## Vektorvärda funktioner

### Funktioner av en variabel
För en vektorvärd funktion av en variabel
{\displaystyle \mathbf {f} (t)=(f_{1}(t),\dots ,f_{n}(t))}
kan derivatan definieras som gränsvärdet
{\displaystyle \mathbf {f} '(t)=\lim _{h\to 0}{\frac {\mathbf {f} (t+h)-\mathbf {f} (t)}{h}}}.
Eftersom
{\displaystyle {\frac {\mathbf {f} (t+h)-\mathbf {f} (t)}{h}}={\frac {(f_{1}(t+h),\dots ,f_{n}(t+h))-(f_{1}(t),\dots ,f_{n}(t))}{h}}=}
{\displaystyle \left({\frac {f_{1}(t+h)-f_{1}(t)}{h}},\dots ,{\frac {f_{n}(t+h)-f_{n}(t)}{h}}\right)\rightarrow (f_{1}'(t),\dots ,f_{n}'(t))}  då h → 0
ser vi att en vektorvärd funktion faktiskt kan deriveras komponent för komponent; med andra ord återförs beräkningen av en vektoriell derivata på fallet med beräkningen av flera enkla derivator.

#### Exempel
Om vektorn r(t) anger en partikels position i rummet vid tiden t så kommer första- respektive andraderivatan att ange partikelns hastighets- respektive accelerationsvektor vid tiden t.

### Funktioner av flera variabler
Derivatan av en vektorvärd funktion av två eller fler variabler är däremot mer komplicerad än derivering komponent-för-komponent. Följande funktion är ett exempel på en vektorvärd funktion av tre variabler:
{\displaystyle f(u,v,w)=(u+v,u-w,v+w,u+v+w,u-v-w).}
Anledningen till att det är svårt att beräkna derivatan av en sådan funktion är att det blir problematiskt då man skall beräkna gränsvärdet av differenskvoten då 'h närmar sig noll'; för det första är h en vektor (inte ett tal som tidigare), och för det andra finns det vanligtvis obegränsat många sätt för en vektor att närma sig origo. Den kan exempelvis röra sig i en spiral, röra sig längs en rät linje, röra sig längs en krokig linje och så vidare. Man måste täcka in alla dessa möjligheter då man beräknar derivatan av en vektorvärd funktion av flera variabler.

## Komplexa funktioner
Vissa komplexvärda funktioner av en komplex variabel har derivata till exempel analytiska funktioner.